# Charles Chastelain
Charles Chastelain fou un compositor francoflamenc nascut als Països Baixos dels Habsburg a finals del segle xv o a principis del segle xvi.
De la seva vida no se'n sap sinó que fou canonge i mestre de capella de la Col·legiata de Sant Vicenç de Soignies i que Felip II va fer gestions perquè anés a Espanya com a mestre de capella de la cort, càrrec que Chastelain no va voler acceptar per la seva avançada edat.
De les composicions de Chastelain, que degueren ésser nombroses, no se'n conserven només que alguns motets.